# Henri Boel
Henri (dit Rik) Boel, né le 5 septembre 1931 à Tirlemont et mort le 13 novembre 2020, est un homme politique socialiste belge, membre du Parti socialiste belge, puis du Socialistische Partij après la scission du parti. il a été ministre de l'Intérieur de 1977 à 1979.

## Biographie
Henri Boel obtient en 1954 un doctorat en droit de l'Université catholique de Louvain. Il travaille ensuite comme avocat stagiaire auprès de l'avocat Franz Tielemans, député et bourgmestre de Louvain. La condition de son stage est de devenir politiquement actif pour le Parti socialiste de Tirlemont. Il est élu aux élections communales de 1958 à Tirlemont. Il reste conseiller communal jusqu'en 1986, à l'exception de la période 1977-1979 où il est ministre de l'Intérieur. Durant cette période, il est compétent pour superviser le conseil municipal, ce qui était incompatible avec un siège au conseil communal. En 1965, il reçoit un mandat de bourgmestre de Tirlemont. Il occupe ce poste jusqu'en 1977 et de nouveau de 1983 à 1986. Lors des Élections législatives du 23 mai 1965, il est élu député à la Chambre des représentants dans la circonscription de Louvain. Il y siège jusqu'en 1981. Le 3 juin 1977, il est nommé ministre de l'Intérieur au sein du gouvernement Tindemans II. Il rempile dans le gouvernement Vanden Boeynants II jusqu'au 3 avril 1979.
De décembre 1971 à octobre 1980, en raison du double mandat alors en vigueur, il siège également au Conseil culturel de la Communauté culturelle néerlandaise, qui a été installé le 7 décembre 1971. De novembre 1973 à avril 1977, il préside le groupe BSP. Il est élu président du Conseil de la culture le 24 avril 1979. Sous sa présidence, le Conseil de la culture est transformé le 21 octobre 1980 en Conseil flamand, dont il est resté président jusqu'au 22 décembre 1981.
Aux élections du 8 novembre 1981, il se présente au Sénat dans la circonscription de Louvain. Il est élu et il siège jusqu'en 1986. Fin novembre 1986, il quitte la politique. Ce jour-là, il a également reçu le titre de sénateur honoraire. Depuis le 30 janvier 1991, il est autorisé à se qualifier de président d'honneur du Parlement flamand, titre honorifique qui lui est conféré par le Bureau de l'ancien Conseil flamand.
Le 24 novembre 1986, il devient juge à la Cour d'arbitrage (actuelle Cour constitutionnelle), dont il est devenu président du groupe de langue néerlandaise le 14 mars 2001. Le 4 septembre de la même année, alors qu'il atteignait la limite d'âge de 70 ans, il quitte la cour d'arbitrage et prend sa retraite.